# Veronika Hlawatsch

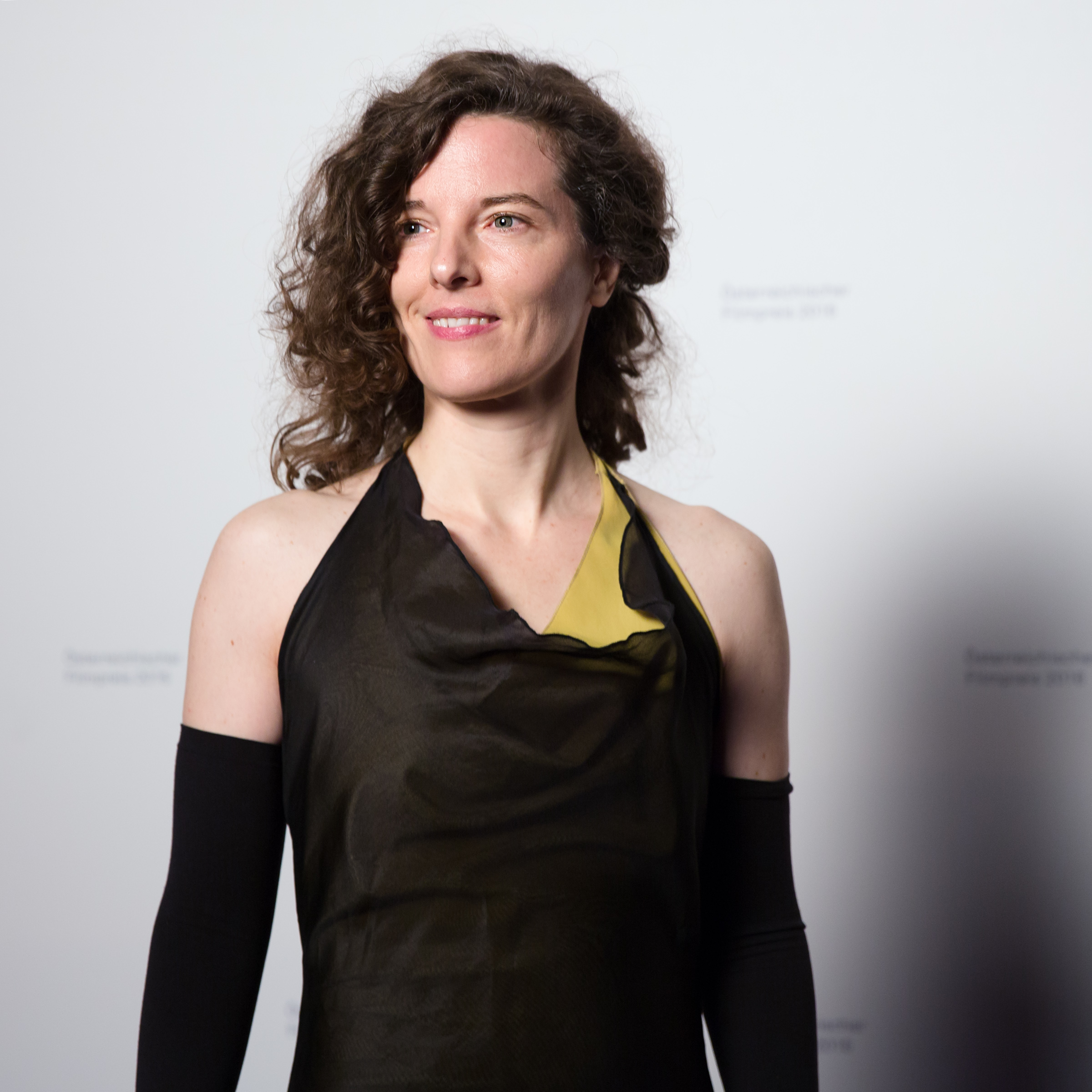
Veronika Hlawatsch (2016)

Veronika Hlawatsch (* 1971 in Wien) ist eine österreichische Tongestalterin mit Lebensmittelpunkt Wien. Gelegentlich war sie auch als Filmeditorin tätig.

## Leben und Werk
Veronika Hlawatsch studierte Architektur und – an der Filmakademie Wien – Schnitt. Seit 2000 ist sie hin und wieder als Filmeditorin, vorrangig jedoch als Tongestalterin bei zahlreichen Film- und Fernsehproduktionen tätig. Ihre Ausbildung an der Filmakademie schloss sie 2006 ab.
Hlawatsch ist seit 2011 Mitglied der Akademie des Österreichischen Films und der Europäischen Filmakademie. Die Wiener FrauenFilmTage 2013 widmeten ihr eine Personale. Seit 2014 ist sie Obfrau des Verbandes Österreichischer SounddesignerInnen.

## Filmografie
- 2000: kunst.MACHEN (Schnitt)
- 2001: Abschied ein Leben lang (45-min-Fernsehfassung) (Schnitt)
- 2002: Blue Moon (Tongestaltung)
- 2002: Taxi für eine Leiche (Tongestaltung)
- 2002: Vollgas (Tonschnitt)
- 2003: Himmel, Polt und Hölle (Tongestaltung)
- 2003: Pas de repos pour les braves (Tongestaltung)
- 2003: Polterabend (Tongestaltung)
- 2003: Vielleicht habe ich Glück gehabt (Ko-Schnitt)
- 2004: Darwin’s Nightmare (Tongestaltung)
- 2004: Jetzt erst recht (Schnitt)
- 2005: Daniel Käfer – Die Villen der Frau Hürsch (Tongestaltung)
- 2005: Fremde Haut (Tongestaltung)
- 2005–2007: Vier Frauen und ein Todesfall (sieben Folgen) (Tongestaltung)
- 2006: Guten Morgen Österreich (Tongestaltung)
- 2006: Rule of Law: Justiz im Kosovo (Schnitt)
- 2007: Auf dem Strich – Paul Flora (Tongestaltung)
- 2007: Hermes Phettberg, Elender (Tongestaltung)
- 2007: Karajan or Beauty as I See It (Tongestaltung)
- 2007: Prater (Tongestaltung)
- 2008: Die Bekenntnisse des Pater Georg, aus dem Leben des Jesuiten Georg Sporschill SJ (Tongestaltung)
- 2008: Flieger über Amazonien (Tongestaltung)
- 2008: Mr. Karl – Ein Mensch für Menschen (Tongestaltung)
- 2008: Wir Europäer! (Tongestaltung)
- 2009: Eine von 8 (Tongestaltung)
- 2009: In die Welt (Tongestaltung)
- 2009: Durch die Welt nach Hause. Die Lebensreise des Frederic Morton (Tongestaltung)
- 2010: Jud Süß – Film ohne Gewissen (Atmosphären- und Effektgestaltung)
- 2010: Der Räuber (Tongestaltung)
- 2011: Als der Weihnachtsmann vom Himmel fiel (Tongestaltung)
- 2001: Empire Me – Der Staat bin ich! (Tongestaltung)
- 2011: Hot Spot (Tongestaltung)
- 2011: Michael (Tongestaltung)
- 2011: Tag und Nacht (Tongestaltung)
- 2011: Tatort: Ausgelöscht (Tongestaltung)
- 2012: Grenzgänger (Tongestaltung)
- 2012: Oh Yeah, She Performs! (Tongestaltung)
- 2013: Die 727 Tage ohne Karamo (Tongestaltung)
- 2013: Janus (vier Folgen) (Tongestaltung)
- 2014: Kick Out Your Boss (Tongestaltung)
- 2014: We Come as Friends (Tongestaltung)
- 2015: Jack (Tongestaltung)
- 2015: Unter Blinden (Tongestaltung)
- 2016: Die Mitte der Welt (Tongestaltung)
- 2017: Anna Fucking Molnar (Tongestaltung)
- 2018: Murer – Anatomie eines Prozesses (Tongestaltung)
- 2019: Tatort – Wahre Lügen (Tongestaltung)
- 2019: Der Boden unter den Füßen (Tongestaltung)
- 2019: Glück gehabt (Tongestaltung)
- 2023: Wald

## Auszeichnungen
- Beste Tongestaltung, Österreichischer Filmpreis 2011 (für Der Räuber)
- Beste Tongestaltung, Österreichischer Filmpreis 2012 (für Michael)
- Beste Tongestaltung, Österreichischer Filmpreis 2016 (für Jack)[1]
- Beste Tongestaltung, Österreichischer Filmpreis 2024 (für Wald)[3]
- Beste Tongestaltung, Österreichischer Filmpreis 2025 (für Mit einem Tiger schlafen)[4]